# Kharupatia
Kharupatia là một thị xã và là nơi đặt ủy ban khu vực thị xã (town area committee) của quận Darrang thuộc bang Assam, Ấn Độ.

## Địa lý
Kharupatia có vị trí 26°31′B 92°08′Đ / 26,52°B 92,13°Đ Nó có độ cao trung bình là 37 mét (121 feet).

## Nhân khẩu
Theo điều tra dân số năm 2001 của Ấn Độ, Kharupatia có dân số 17.784 người. Phái nam chiếm 54% tổng số dân và phái nữ chiếm 46%. Kharupatia có tỷ lệ 73% biết đọc biết viết, cao hơn tỷ lệ trung bình toàn quốc là 59,5%: tỷ lệ cho phái nam là 78%, và tỷ lệ cho phái nữ là 68%. Tại Kharupatia, 12% dân số nhỏ hơn 6 tuổi.